# Ключ 96
Ключ 96 (трад. и упр. 玉, 玊, 王) — ключ Канси со значением «Нефрит»; один из 23-х, состоящих из пяти черт.
В словаре Канси есть 473 символа (из 49 030), которые можно найти c этим ключом.

## История
Изначально словарь состоял из 540 идеограмм, но впоследствии был отредактирован и уменьшен (путем исправления ошибок и упразднения ненужных ключей) до классического ныне существующего списка в 214 иероглифических ключа, среди которых идеограмма ключа 96 стала праосновой двум схожим иероглифам:
- Пиктограмма 王 в переводе с кит. — «царь» отображала три горизонтальных черты, означающие небо, людей и землю соответственно, и вертикальную черту, означающую связь этих трех элементов, то есть царя. В современном варианте ключ имеет значения, аналогичные древним изображениям и имеют отношение к власти, в значениях царь, правитель, вождь, глава.
- Пиктограмма 玉 в переводе с кит. — «нефрит» отображала три горизонтальных черты, означающие драгоценные камни и вертикальную черту, означающую связь. Для отличия от Царя в пиктограмму была добавлена точка справа-снизу. В современном варианте ключ имеет значения, аналогичные древним изображениям и имеют отношение к драгоценным камням и богатству.

### Древние изображения
Древние изображения современного варианта иероглифического ключа помогают понять изначальное значение, задуманное предками.
- Вид в Цзягувэнь
- Вид в Цзиньвэнь
- Вид в Цзяньду
- Вид в большой печати Чжуаньшу
- Вид в малой печати Чжуаньшу

## Значение
В современном китайском языке данный иероглифический ключ встречается редко и имеет следующие значения:
1. Нефрита и жадеит (камень в минералогии)
2. Белый и красивый
3. Хвала и уважение к другим
4. Дорогой рис
5. Берегите
6. Одна из китайских фамилий
7. Люди и вещи, прекрасные, как нефрит
8. Титул монарха
9. Выдающиеся люди
10. Почетное звание бабушки и дедушки
11. Обильный и процветающий

## Варианты прочтения
Данный иероглифический ключ используется в письменности Китая, Тайваня, Японии, Кореи, Вьетнама и имеет разные варианты прочтения, произношения и написания, в зависимости от региона, языка и наречий:
- кит. 玉, 玊, 王, пиньинь yù, юй
- яп. 玉偏, gyokuhen, гёкыхэн
- яп. ギョク, gyoku, гёкы
- яп. ゴク, goku, гокы
- яп. たま, tama, тама
- кор. 구슬 guseul, гусэль?, 옥 ok, ок?

## Примеры иероглифов
В данной таблице представлен примерный список иероглифов с использованием ключа.
| Доп. штрихи | Иероглифы |
| ----------- | --- |
| 0           | 玉 王 玊 |
| 1           | 玌 玍 |
| 2           | 玎 玏 玐 玑 |
| 3           | 玒 玓 玔 玕 玖 玗 玘 |
| 4           | 玠 玡 玢 玣 玤 玥 玦 玧 玨 玩 玪 玫 玬 玭 环 玜 玝 玞 玟 𤤌 𤤀 𤤁                                                          |
| 5           | 玲 玳 玴 玵 玶 玷 玸 玹 玻 玼 玽 玾 玿 珀 珁 珂 珃 珄 珅 珆 珇 珈 珉 珊 珋 珌 珍 珎 玺 珏 珐                               |
| 6           | 珒 珓 珔 珕 珖 珗 珘 珙 珚 珛 珜 珝 珞 珟 珠 珡 珢 珣 珤 珥 珦 珧 珨 珩 珪 珫 珬 班 珮 珯 琉 琉 珞                         |
| 7           | 珳 珴 珵 珶 珸 珹 珺 珻 珼 珽 現 珿 琊 琋 琌 琍 琎 琀 琁 琂 球 琄 琅 理 琇 琈 琑 琒 琓 理                                  |
| 8           | 珷 琚 琛 琜 琝 琟 琪 琫 琬 琭 琮 琯 琺 琻 琼 琔 琕 琖 琗 琘 琙 琠 琡 琢 琣 琤 琥 琦 琧 琨 琩 琰 琱 琲 琳 琴 琵 琶 琷 琸 琹 |
| 9           | 瑇 瑜 琞 琽 琾 琿 瑊 瑋 瑌 瑍 瑎 瑏 瑚 瑛 瑜 瑝 瑞 瑟 瑀 瑁 瑂 瑃 瑄 瑅 瑆 瑇 瑈 瑉 瑐 瑑 瑒 瑓 瑔 瑕 瑖 瑗 瑘 瑙          |
| 10          | 瑱 瑪 瑫 瑬 瑭 瑮 瑯 瑠 瑡 瑢 瑣 瑤 瑥 瑦 瑧 瑨 瑩 瑰 瑱 瑲 瑳 瑴 瑵 瑶 瑷 瑸 瑩 瑱 𤨒                                     |
| 11          | 璅 瑺 瑻 瑼 瑽 瑾 瑿 璊 璋 璌 瑹 璀 璁 璂 璃 璄 璅 璆 璇 璈 璉 璓 璉                                                       |
| 12          | 璠 璡 璣 璤 璍 璏 璚 璛 璜 璝 璞 璟 璐 璑 璒 璔 璕 璖 璗 璘 璙 璘                                                          |
| 13          | 璢 璥 璦 璧 璨 璩 璪 璫 璬 璭 璮 璯 環 璱 璲 璳 璴                                                                         |
| 14          | 璵 璶 璷 璸 璹 璺 璻 璼 璽 璾 璿 瓀 瓁 瓂                                                                                  |
| 15          | 瓊 瓃 瓄 瓅 瓆 瓇 瓈 瓉 瓊 瓋                                                                                              |
| 16          | 瓌 瓍 瓎 瓏 瓐 瓑 |
| 17          | 瓓 瓔 瓕 瓖 |
| 18          | 瓗 瓘 瓙 |
| 19          | 瓚 |
| 20          | 瓛 |
| 22          | 𤫢 |
| 24          | 𤫩 |

- Примечание: Ваш браузер может отображать иероглифы неправильно.